# Pop pudent
El pop pudent, pop mesquer, polp pudent o polp mesquer (Eledone moschata) és una espècie de mol·lusc cefalòpode de l'ordre Octopoda que viu al Mediterrani. Arriba a fer 74 cm de llarg i menja crustacis, mol·luscs i peixos. Els estadis juvenils constitueixen els popets dels mercats encara que principalment els popets són els del pop blanc.
Eledone moschata es troba per tot el Mediterrani i ocasionalment en les parts adjacents de l'Atlàntic, Golf de Cadis i Portugal.